# Bayerische Staatsregierung

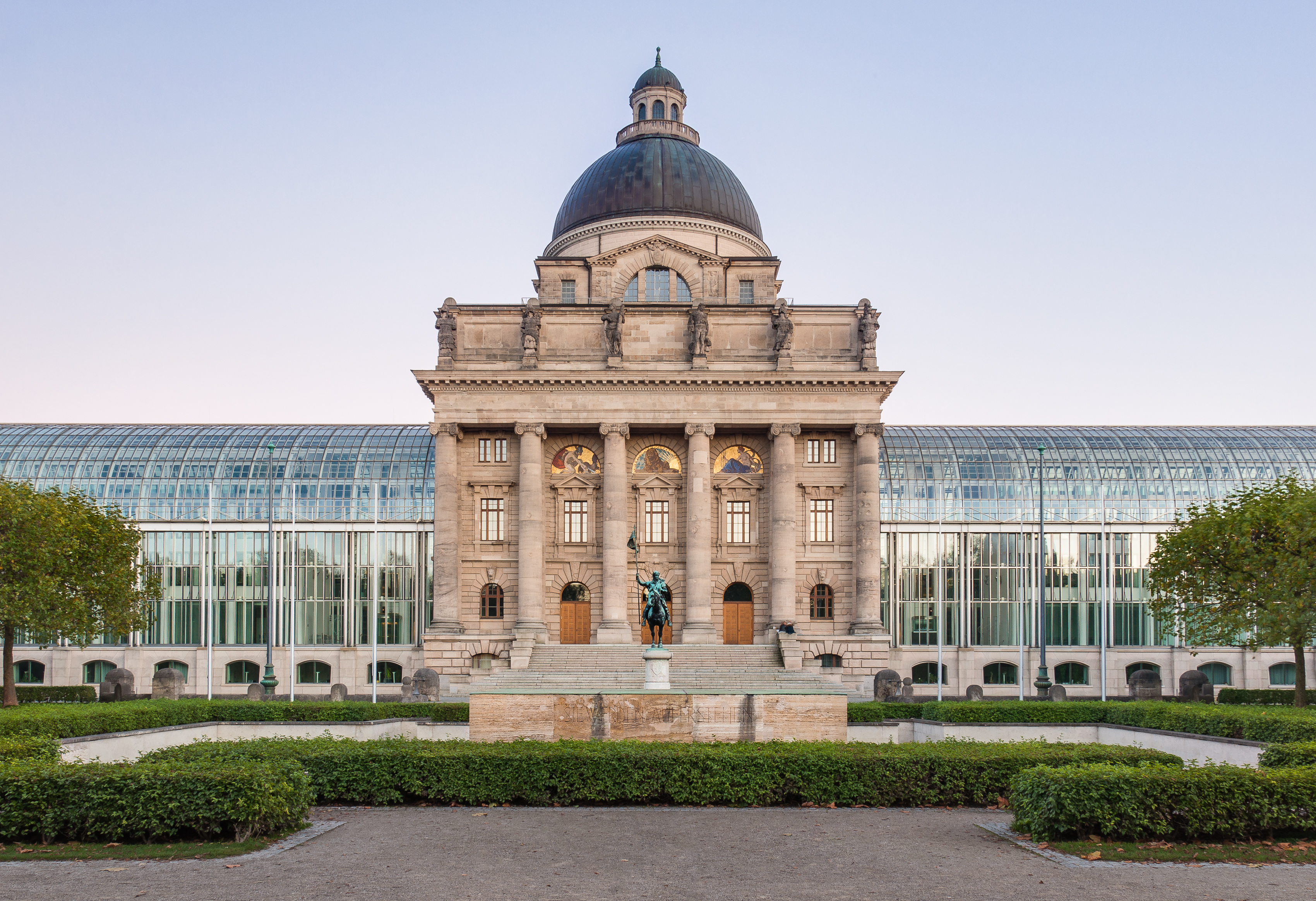
Bayerische Staatskanzlei, München

Die Bayerische Staatsregierung ist im politischen System Bayerns die oberste Exekutivbehörde des Freistaates Bayern. Sie besteht aus dem Bayerischen Ministerpräsidenten und bis zu 17 Staatsministern und Staatssekretären. Die aktuelle Regierung ist das Kabinett Söder III.
Seit dem 31. Oktober 2023 ist die Regierung aus CSU und Freien Wählern unter Ministerpräsident Markus Söder (CSU) im Amt. Es ist die einzige Regierung in Deutschland mit Beteiligung der Freien Wähler.

## Rechtliche Grundlagen

### Verfassungsrechtliche Grundlagen
Abschnitt vier des ersten Hauptteils der Bayerischen Verfassung legt die Zusammensetzung des Kabinetts mit dem Ministerpräsidenten und bis zu 17 Staatsministern und Staatssekretären fest.
Der vom Bayerischen Landtag gewählte Ministerpräsident beruft und entlässt die Staatsminister und die Staatssekretäre mit Zustimmung des Landtags. Er weist den Staatsministern einen Geschäftsbereich oder eine Sonderaufgabe zu, den diese nach dem Ressortprinzip und den vom Ministerpräsidenten bestimmten Richtlinien der Politik (Richtlinienkompetenz) eigenverantwortlich verwalten. Die Staatssekretäre sind gegenüber ihren Staatsministern weisungsgebunden. Der Status der bayerischen Staatssekretäre ähnelt dem der Parlamentarischen Staatssekretäre des Bundes, die jedoch keine Regierungsmitglieder sind und im Regelfall dem Deutschen Bundestag angehören müssen, während die bayerischen Staatssekretäre dem Landtag angehören können. Den beamteten Staatssekretären fast aller anderen Länder und des Bundes, die im Regelfall die Funktion des Amtschefs der Ministerien wahrnehmen, entsprechen in Bayern die Ministerialdirektoren.
Die Bayerische Staatskanzlei unterstützt den Ministerpräsidenten und die Staatsregierung in ihren verfassungsmäßigen Aufgaben. Diese sind insbesondere:
- der Vollzug der Gesetze und Beschlüsse des Landtags
- das Gesetzesinitiativrecht
- die Ernennung leitender Beamte der Staatsministerien und obersten Landesbehörden
- die Aufsicht über die gesamte Staatsverwaltung
- die Aufsicht über die Kommunen und die Körperschaften und Stiftungen des öffentlichen Rechts
- die Ausübung des Notstandsrechts

### Ministergesetz
Die weiteren Rechtsverhältnisse der Mitglieder der Staatsregierung sind im Gesetz über die Rechtsverhältnisse der Mitglieder der Staatsregierung geregelt.

## Aktuelle Bayerische Staatsregierung
Seit dem 16. März 2018 ist Markus Söder (CSU) Ministerpräsident des Freistaats Bayern. Das Kabinett Söder III bildet seit dem 31. Oktober 2023 die Bayerische Staatsregierung.
| Amt                                                                               | Amtsinhaber          | Partei       | Mitglied des Landtages | Mitglied des Bundesrates |
| --------------------------------------------------------------------------------- | -------------------- | ------------ | ---------------------- | ------------------------ |
| Ministerpräsident                                                                 | Markus Söder         | CSU          | ja                     | ja                       |
| Staatsminister für Wirtschaft, Landesentwicklung und Energie                      | Hubert Aiwanger      | Freie Wähler | ja                     | ja                       |
| Leiter der Staatskanzlei und Staatsminister für Bundesangelegenheiten und Medien  | Florian Herrmann     | CSU          | ja                     | ja                       |
| Staatsminister für Europaangelegenheiten und Internationales in der Staatskanzlei | Eric Beißwenger      | CSU          | ja                     | Stellvertreter           |
| Staatsminister des Innern, für Sport und Integration                              | Joachim Herrmann     | CSU          | ja                     | Stellvertreter           |
| Staatsminister für Wohnen, Bau und Verkehr                                        | Christian Bernreiter | CSU          | ja                     | Stellvertreter           |
| Staatsminister der Justiz                                                         | Georg Eisenreich     | CSU          | ja                     | ja                       |
| Staatsministerin für Unterricht und Kultus                                        | Anna Stolz           | Freie Wähler | ja                     | Stellvertreter           |
| Staatsminister für Wissenschaft und Kunst                                         | Markus Blume         | CSU          | ja                     | Stellvertreter           |
| Staatsminister der Finanzen und für Heimat                                        | Albert Füracker      | CSU          | ja                     | Stellvertreter           |
| Staatsminister für Umwelt und Verbraucherschutz                                   | Thorsten Glauber     | Freie Wähler | ja                     | ja                       |
| Staatsministerin für Ernährung, Landwirtschaft, Forsten und Tourismus             | Michaela Kaniber     | CSU          | ja                     | Stellvertreter           |
| Staatsministerin für Familie, Arbeit und Soziales                                 | Ulrike Scharf        | CSU          | ja                     | ja                       |
| Staatsministerin für Gesundheit, Pflege und Prävention                            | Judith Gerlach       | CSU          | ja                     | Stellvertreter           |
| Staatsminister für Digitales                                                      | Fabian Mehring       | Freie Wähler | ja                     | Stellvertreter           |
| Staatssekretär im Staatsministerium für Wirtschaft, Landesentwicklung und Energie | Tobias Gotthardt     | Freie Wähler | ja                     | Stellvertreter           |
| Staatssekretär im Staatsministerium des Innern, für Sport und Integration         | Sandro Kirchner      | CSU          | ja                     | Stellvertreter           |
| Staatssekretär im Staatsministerium für Finanzen und für Heimat                   | Martin Schöffel      | CSU          | ja                     | Stellvertreter           |

## Bisherige Bayerische Staatsregierungen

### Bayerische Staatsregierungen vor 1918
Bereits im Königreich Bayern wurde 1849 (Kabinett Pfordten I) das Amt eines Vorsitzenden im Ministerrat geschaffen, der der durch den König berufenen Regierung vorsaß. Nach dem Ende der Monarchie aufgrund der Novemberrevolution von 1918 kam es zur Ausrufung des Freien Volksstaats Bayern. Das noch unter König Ludwig III. gebildete Kabinett Dandl wurde am 8. November 1918 aufgelöst. Folgende Kabinette existierten in dieser Zeit:
- Kabinett Pfordten I (1849 bis 1859)
- Kabinett Schrenck von Notzing (1. Mai 1859 bis 4. Oktober 1864)
- Kabinett Neumayr (4. Oktober 1864 bis 4. Dezember 1864)
- Kabinett Pfordten II (4. Dezember 1864 bis 29. Dezember 1866)
- Kabinett Hohenlohe (29. Dezember 1866 bis 7. März 1870)
- Kabinett Bray-Steinburg (8. März 1870 bis 25. Juli 1871)
- Kabinett Hegnenberg-Dux (21. August 1871 bis 2. Juni 1872)
- Kabinett Pfretzschner (1. Oktober 1872 bis 4. März 1880)
- Kabinett Lutz (4. März 1880 bis 1890)
- Kabinett Crailsheim (1890 bis 18. Februar 1903)
- Kabinett Podewils-Dürnitz (18. Februar 1903 bis 1912)
- Kabinett Hertling (10. Februar 1912 bis 2. November 1917)
- Kabinett Dandl (11. November 1917 bis 8. November 1918)

### Bayerische Staatsregierungen von 1918 bis 1933
- Kabinett Eisner (8. November 1918 bis 1. März 1919), Ministerpräsident Kurt Eisner (USPD, ermordet am 21. Februar 1919)
- Kabinett Segitz (1. März bis 17. März 1919), Ministerpräsident Martin Segitz (MSPD)
- Kabinett Hoffmann I (17. März bis 31. Mai 1919), Ministerpräsident Johannes Hoffmann (SPD)
- Kabinett Hoffmann II (31. Mai 1919 bis 16. März 1920)
- Kabinett von Kahr I (16. März bis 16. Juli 1920), Ministerpräsident Gustav von Kahr (parteilos)
- Kabinett von Kahr II (16. Juli bis 11. September 1921)
- Kabinett Lerchenfeld-Köfering (21. September 1921 bis 8. November 1922), Ministerpräsident Hugo Graf von und zu Lerchenfeld auf Köfering und Schönberg (BVP)
- Kabinett Knilling (8. November 1922 bis 1. Juli 1924), Ministerpräsident Eugen von Knilling (parteilos)
- Kabinett Held I (27. Juni 1924 bis 30. Juli 1928), Ministerpräsident Heinrich Held (BVP)
- Kabinett Held II (31. Juli 1928 bis 10. März 1933), von den Nationalsozialisten abgesetzt

### Bayerische Landesregierungen in der NS-Zeit von 1933 bis 1945
- Kabinett von Epp (kommissarische Landesregierung von 10. März bis 12. April 1933), Ministerpräsident Franz Ritter von Epp (NSDAP)
- Kabinett Siebert (12. April 1933 bis 1. November 1942), Ministerpräsident Ludwig Siebert (NSDAP)
- Kabinett Giesler (1. November 1942 bis Anfang Mai 1945), Ministerpräsident Paul Giesler (NSDAP), flüchtete am 29. April vor den anrückenden US-Truppen aus München

### Bayerische Landesregierungen seit 1945
Die folgende Tabelle gibt einen Überblick über die Staatsregierungen des Freistaates Bayern nach Ende des Zweiten Weltkriegs.
| Amtszeit                | Wahl- periode Landtag | Staatsregierung      | Parteien             | Ministerpräsident                 | Stellvertreter des Ministerpräsidenten                        | Staatsminister und Staatssekretäre berufen am |
| ----------------------- | --------------------- | -------------------- | -------------------- | --------------------------------- | ------------------------------------------------------------- | --------------------------------------------- |
| 28.05.1945 – 28.09.1945 | 0–                    | Kabinett Schäffer    | (BVP/CSU), SPD       | Fritz Schäffer                    | –                                                             |                                               |
| 28.09.1945 – 16.12.1946 | 0–                    | Kabinett Hoegner I   | SPD, CSU, KPD        | Wilhelm Hoegner                   | Albert Roßhaupter                                             | 22.10.1945                                    |
| 21.12.1946 – 20.09.1947 | 1.                    | Kabinett Ehard I     | CSU, SPD, WAV        | Hans Ehard                        | Wilhelm Hoegner                                               | 21.12.1946                                    |
| 20.09.1947 – 18.12.1950 | 1.                    | Kabinett Ehard II    | CSU                  | Hans Ehard                        | Josef Müller                                                  | 20.09.1947                                    |
| 18.12.1950 – 14.12.1954 | 2.                    | Kabinett Ehard III   | CSU, SPD             | Hans Ehard                        | Wilhelm Hoegner                                               | 18.12.1950                                    |
| 14.12.1954 – 08.10.1957 | 3.                    | Kabinett Hoegner II  | SPD, BP, GB/BHE, FDP | Wilhelm Hoegner                   | Joseph Baumgartner                                            | 14.12.1954                                    |
| 16.10.1957 – 09.12.1958 | 3.                    | Kabinett Seidel I    | CSU, GB/BHE, FDP     | Hanns Seidel                      | Walter Stain                                                  | 16.10.1957                                    |
| 09.12.1958 – 22.01.1960 | 4.                    | Kabinett Seidel II   | CSU, GB/BHE, FDP     | Hanns Seidel                      | Rudolf Eberhard                                               | 09.12.1958                                    |
| 26.01.1960 – 11.12.1962 | 4.                    | Kabinett Ehard IV    | CSU, GB/BHE, FDP     | Hans Ehard                        | Rudolf Eberhard                                               | 26.01.1960                                    |
| 11.12.1962 – 05.12.1966 | 5.                    | Kabinett Goppel I    | CSU, BP              | Alfons Goppel                     | Rudolf Eberhard (bis 24.06.1964) Alois Hundhammer             | 11.12.1962                                    |
| 05.12.1966 – 08.12.1970 | 6.                    | Kabinett Goppel II   | CSU                  | Alfons Goppel                     | Alois Hundhammer (bis 10.03.1969) Otto Schedl                 | 05.12.1966                                    |
| 08.12.1970 – 12.11.1974 | 7.                    | Kabinett Goppel III  | CSU                  | Alfons Goppel                     | Otto Schedl (bis 22.02.1972) Philipp Held                     | 08.12.1970                                    |
| 12.11.1974 – 06.11.1978 | 8.                    | Kabinett Goppel IV   | CSU                  | Alfons Goppel                     | Ludwig Huber (bis 26.05.1977) Karl Hillermeier                | 12.11.1974                                    |
| 06.11.1978 – 26.10.1982 | 9.                    | Kabinett Strauß I    | CSU                  | Franz Josef Strauß                | Karl Hillermeier                                              | 07.11.1978                                    |
| 26.10.1982 – 23.10.1986 | 10.                   | Kabinett Strauß II   | CSU                  | Franz Josef Strauß                | Karl Hillermeier                                              | 27.10.1982                                    |
| 23.10.1986 – 19.10.1988 | 11.                   | Kabinett Strauß III  | CSU                  | Franz Josef Strauß († 03.10.1988) | Karl Hillermeier (bis 14.06.1988) Max Streibl (ab 12.07.1988) | 30.10.1986                                    |
| 19.10.1988 – 24.10.1990 | 11.                   | Kabinett Streibl I   | CSU                  | Max Streibl                       | Mathilde Berghofer-Weichner                                   | 19.10.1988                                    |
| 24.10.1990 – 27.05.1993 | 12.                   | Kabinett Streibl II  | CSU                  | Max Streibl                       | Mathilde Berghofer-Weichner                                   | 30.10.1990                                    |
| 28.05.1993 – 21.10.1994 | 12.                   | Kabinett Stoiber I   | CSU                  | Edmund Stoiber                    | Hans Zehetmair                                                | 17.06.1993                                    |
| 21.10.1994 – 29.09.1998 | 13.                   | Kabinett Stoiber II  | CSU                  | Edmund Stoiber                    | Hans Zehetmair                                                | 27.10.1994                                    |
| 29.09.1998 – 14.10.2003 | 14.                   | Kabinett Stoiber III | CSU                  | Edmund Stoiber                    | Barbara Stamm (bis 30.01.2001) Günther Beckstein              | 06.10.1998                                    |
| 07.10.2003 – 30.09.2007 | 15.                   | Kabinett Stoiber IV  | CSU                  | Edmund Stoiber                    | Günther Beckstein                                             | 14.10.2003                                    |
| 09.10.2007 – 27.10.2008 | 15.                   | Kabinett Beckstein   | CSU                  | Günther Beckstein                 | Christa Stewens                                               | 16.10.2007                                    |
| 27.10.2008 – 08.10.2013 | 16.                   | Kabinett Seehofer I  | CSU, FDP             | Horst Seehofer                    | Martin Zeil                                                   | 30.10.2008                                    |
| 08.10.2013 – 13.03.2018 | 17.                   | Kabinett Seehofer II | CSU                  | Horst Seehofer                    | Ilse Aigner                                                   | 10.10.2013                                    |
| 16.03.2018 – 06.11.2018 | 17.                   | Kabinett Söder I     | CSU                  | Markus Söder                      | Ilse Aigner                                                   | 21.03.2018                                    |
| 06.11.2018 – 31.10.2023 | 18.                   | Kabinett Söder II    | CSU, Freie Wähler    | Markus Söder                      | Hubert Aiwanger                                               | 12.11.2018                                    |
| 31.10.2023 –            | 19.                   | Kabinett Söder III   | CSU, Freie Wähler    | Markus Söder                      | Hubert Aiwanger                                               | 08.11.2023                                    |

### Listen der Minister
Die folgenden Listen führen die für einzelne Fachbereiche zuständigen Minister seit 1799 auf:
- Liste der Minister für Arbeit
- Liste der Minister für Bundesangelegenheiten
- Liste der Minister für Europaangelegenheiten
- Liste der Minister für Finanzen
- Liste der Minister für Inneres
- Liste der Minister für Justiz
- Liste der Minister für Landwirtschaft
- Liste der Minister für Umwelt
- Liste der Minister für Kultus
- Liste der Minister für Verkehr
- Liste der Minister für Wirtschaft
- Liste der Minister für Wissenschaft